# Negru Vodă (Constanța)
Negru Vodă (früher Cara Omer, türkisch Karaömer) ist eine Kleinstadt im Kreis Constanța in der Dobrudscha (Dobrogea) im Kreis Constanța in Rumänien.

## Lage
Negru Vodă liegt im Hügelland der Dobrudscha, wenige Kilometer nördlich der bulgarischen Grenze. Die Kreishauptstadt Constanța befindet sich etwa 55 Kilometer nordöstlich.

## Geschichte

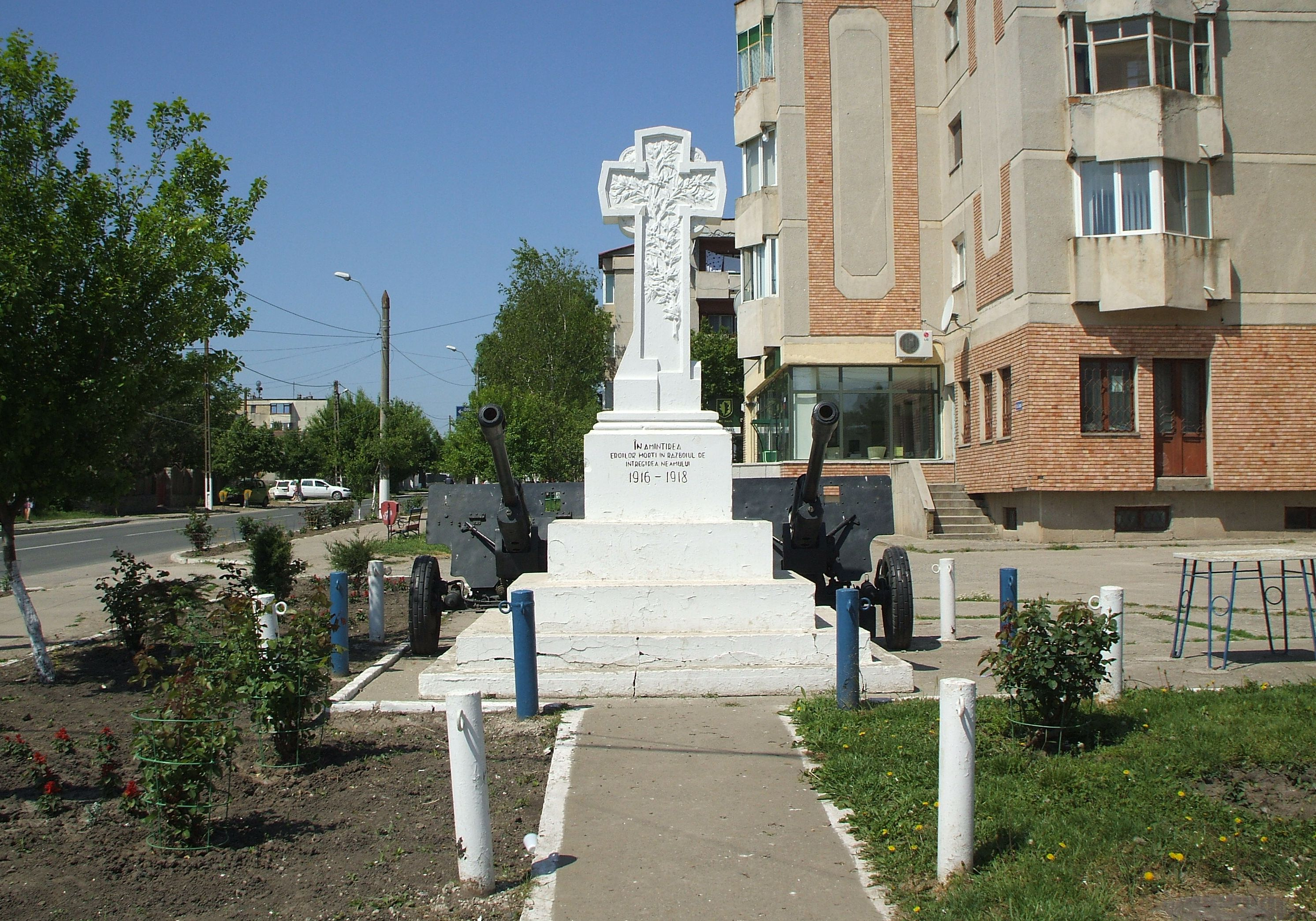
Kriegerdenkmal zum Ersten Weltkrieg

Auf dem Territorium der heutigen Stadt wurden Hügelgräber aus der Zeit des Römischen Reiches entdeckt. Der Ort wurde im Jahr 1715 gegründet. Er lag damals auf dem Gebiet des Osmanischen Reiches. Nach dem Russisch-Osmanischen Krieg (1877–1878) gelangte er zu Rumänien. Im Ersten Weltkrieg war Cara Omer Schauplatz heftiger Kämpfe zwischen deutschen Verbänden auf der einen und russischen sowie rumänischen Truppen auf der anderen Seite.
In den 1950er und 1960er Jahren hatte der Ort innerhalb der damaligen Verwaltungsgliederung Rumäniens den Status eines Rajons. 1989 wurde Negru Vodă zur Stadt erklärt.
Die wichtigsten Wirtschaftszweige sind die Landwirtschaft und der Handel.

## Bevölkerung
1930 waren von den etwa 4800 Einwohnern auf dem Territorium der heutigen Stadt ca. 3850 Rumänen, 600 Türken und Tataren, 100 Bulgaren und jeweils 50 Russen, Roma, Armenier, Gagausen und Deutsche. 2002 lebten in Negru Vodă 5552 Personen, darunter 5404 Rumänen, 73 Türken und 63 Tataren. Etwa 4500 wohnten in der eigentlichen Stadt, die übrigen in den drei eingemeindeten Ortschaften.

## Verkehr
Negru Vodă liegt an der seit 2012 stillgelegten grenzüberschreitenden Bahnstrecke von Medgidia nach Warna in Bulgarien, eine Wiederherstellung der Bahnstrecke ist zwischen 2021 und 2027 angedacht. Durch die Stadt verläuft die Nationalstraße Drum național 38 von Constanța zur bulgarischen Grenze nach Kardam.

## Sehenswürdigkeiten
- Naturschutzgebiet Pădurea Hagieni-Cotu Văii

## Sonstiges
In Negru Vodă wurde am 17. August 1900 eine der größten in Europa registrierten Niederschlagsmengen gemessen; innerhalb von nur vier Stunden fielen 320 mm Regen.